# IC 5117
IC 5117 ist ein planetarischer Nebel im Sternbild Indianer, welcher im Jahre 1905 von Williamina Fleming entdeckt wurde.